# Associazione Sportiva Dilettantistica Pontevecchio
L'Associazione Sportiva Dilettantistica Pontevecchio, meglio nota come Pontevecchio o Ponte Vecchio, è una società calcistica italiana della città di Perugia, di cui rappresenta la frazione di Ponte San Giovanni. Milita in Promozione, la sesta divisione del campionato italiano.
Fondata nel 1945, nel corso degli anni la Pontevecchio è assurta, come tradizione sportiva, a seconda realtà calcistica cittadina dietro al più blasonato Perugia: la formazione rossoverde annovera la partecipazione a 13 campionati della massima divisione dilettantistica nazionale, vantando quale maggiore traguardo sportivo la vittoria della Coppa Italia Dilettanti 2006-2007; è stata inoltre insignita dal CONI della stella d'argento al merito sportivo nel 1986, e della stella d'oro nel 1998.

## Storia
Per quasi mezzo secolo dalla sua nascita, la Pontevecchio circoscrive la propria attività ai campionati regionali. Ciò fino al 1992, quando conquista per la prima volta la promozione nel Campionato Nazionale Dilettanti; la squadra è allenata in questi anni da Serse Cosmi, il quale porta poi i rossoverdi a ottenere uno storico terzo posto nel torneo interregionale del 1994-1995.
Il club resta nella massima categoria dilettantistica fino al 1998, quando retrocede nel campionato umbro di Eccellenza. Torna in Serie D nel 2007, anno in cui consegue peraltro il successo più importante della sua storia, la Coppa Italia Dilettanti, vinta nella finale allo stadio Flaminio di Roma contro la Casertana.
Al ritorno in Serie D, nella stagione 2007-2008, i ponteggiani si piazzano all'ottavo posto. Tuttavia, negli anni seguenti la squadra si barcamena costantemente nelle zone di bassa classifica, spesso mantenendo la categoria solo grazie a salvezze arrivate ai play-out o tramite ripescaggio, fino alla retrocessione in Eccellenza giunta nel 2014.

## Colori e simboli

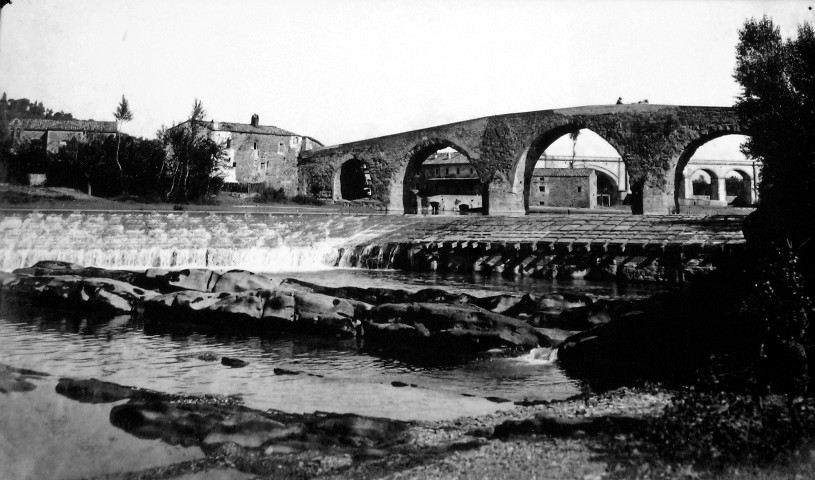
Il Ponte Vecchio, simbolo del club. Andato distrutto nel 1944, è stato ricostruito nel 2000, tuttavia con una diversa architettura.

I colori ufficiali della Pontevecchio sono il rosso e il verde. La squadra ponteggiana indossa come divisa casalinga una maglia a righe verticali rossoverdi, abbinata a pantaloncini e calzettoni di colore nero; come uniforme da trasferta, è tradizionalmente usato un completo bianco.
Nello stemma del club, composto da uno scudo bianco a tre lati con bordatura verde, è rappresentato al suo interno quel Ponte Vecchio da cui la società prende il nome – un ponte sul fiume Tevere risalente all'età medievale, andato distrutto nel 1944 a seguito dei bombardamenti Alleati durante il secondo conflitto mondiale –, assieme alla sigla A.S.P.V. riportata con caratteri rossi.

## Strutture

### Stadio
La Pontevecchio disputa le sue partite casalinge presso lo stadio Comunale degli Ornari di Ponte San Giovanni.

## Società

### Organigramma societario
- Nicola Albisi - Presidente
- Federico Fondacci - Vicepresidente
- Emiliano Spazzoni - Direttore sportivo
- Roberto Lazzerini - Team Manager
- Antonio Internò - Direttore settore giovanile
- Maurizio Menga - Responsabile tecnico settore giovanile
- Gilberto Bargiacchi - Segretario
- Luca Checcaglini - Segretario

## Palmarès

### Competizioni nazionali
- Coppa Italia Dilettanti: 1

2006-2007

### Competizioni regionali
- Campionato di Eccellenza Umbria: 2

1991-1992, 2006-2007
- Coppa Italia di Eccellenza Umbria: 2

2005-2006, 2006-2007
- Promozione: 2

2017-2018 (girone A)
2024-2025 (girone A)
- Supercoppa di Promozione: 1

2024-2025

### Altri piazzamenti
- Campionato Nazionale Dilettanti

Terzo posto: 1994-1995 (girone E)
- Campionato di Prima Categoria Umbria

Secondo posto: 1963-1964, 1964-1965, 1965-1966
Terzo posto: 1971-1972
- Campionato di Eccellenza Umbria

Secondo posto: 2004-2005, 2005-2006
Terzo posto: 1998-1999

## Statistiche e record

### Partecipazione ai campionati
| Livello | Categoria                       | Partecipazioni | Debutto   | Ultima stagione | Totale |
| ------- | ------------------------------- | -------------- | --------- | --------------- | ------ |
| 5º      | Campionato Nazionale Dilettanti | 6              | 1992-1993 | 1997-1998       | 13     |
| 5º      | Serie D                         | 7              | 2007-2008 | 2013-2014       | 13     |

### Statistiche di squadra
In ambito nazionale, la Pontevecchio è l'unica formazione umbra ad aver conquistato la Coppa Italia Dilettanti. In campo regionale, il club ponteggiano è quello che ha conseguito più primati nell'Eccellenza Umbria: è una delle quattro squadre a essere riuscita a vincere nella stessa annata il campionato e la Coppa Italia regionale di Eccellenza, nonché tra le sole quattro compagini capaci di trionfare nella categoria in due diverse occasioni; insieme alla Tiberis di Umbertide, sono infine le uniche che si sono aggiudicate la coppa regionale di Eccellenza per due anni consecutivi.

## Tifoseria

### Rivalità
La Pontevecchio, assieme al più famoso Perugia, dà vita all'unica stracittadina perugina in ambito calcistico. Tuttavia, vista la differenza di categorie che storicamente ha separato rossoverdi e biancorossi, il cosiddetto derby di Perugia ha avuto luogo, per le prime e fin qui uniche due volte, solamente nel corso del campionato di Serie D 2010-2011; è questa la sola stracittadina disputata nella storia del capoluogo umbro, dato che neanche agli inizi del XX secolo – ai tempi della contrapposizione sportiva tra le realtà della Fortebraccio e della Libertas – furono giocate delle sfide interne ai confini comunali, sempre vietate dal prefetto dell'epoca per motivi di ordine pubblico. Con queste premesse, a conti fatti non è mai esistito un reale dualismo tra i ponteggiani e i più noti grifoni.